# Prothom Alo
Prothom Alo (in bengali প্রথম আলো) è un quotidiano bengalese fondato a Dacca nel 1998. È la testata più diffusa nel paese.

## Storia
Prothom Alo è stato fondato il 4 novembre 1998. La tiratura di Prothom Alo è cresciuta dalle iniziali 42.000 copie a una tiratura di mezzo milione di copie. Il giornale si è distinto per le sue inchieste sugli attacchi con l'acido e sulla violenza contro le donne e per le sue pressioni a favore di leggi più severe contro la vendita di acido. Dalle strutture di stampa situate a Dacca, Chittagong e Bogra, ogni giorno vengono diffuse circa 5.00.000 copie (a marzo 2014). Secondo il National Media Survey 2018, ogni giorno 6,6 milioni di persone leggono l'edizione cartacea di Prothom Alo. I lettori dichiarati dell'edizione online e cartacea di questo giornale sono 7,6 milioni.